# الحيمة (يريم)

بيت المصري

تعديل مصدري - تعديل

هي إحدىبيت المصري قرى عزلة بني مسلم بمديرية يريم التابعة لمحافظة إب، بلغ تعداد سكانها 175 نسمة حسب تعداد اليمن لعام 2004.